# Rajd Kwiatów 1964
Rajd Kwiatów 1964 (4. Rallye dei Fiori) – 4 edycja rajdu samochodowego Rajd dei Fiori rozgrywanego we Włoszech. Rozgrywany był od 27 lutego do 1 marca 1964 roku. Była to druga runda Rajdowych Mistrzostw Europy w roku 1964.

## Klasyfikacja rajdu
| Miejsce                      | Kierowca                     | Pilot                        | Samochód                     | Czas                         | Strata                       |                              |
| Klasyfikacja generalna i ERC | Klasyfikacja generalna i ERC | Klasyfikacja generalna i ERC | Klasyfikacja generalna i ERC | Klasyfikacja generalna i ERC | Klasyfikacja generalna i ERC | Klasyfikacja generalna i ERC |
| ---------------------------- | ---------------------------- | ---------------------------- | ---------------------------- | ---------------------------- | ---------------------------- | ---------------------------- |
| 1.                           | Erik Carlsson                | Gunnar Palm                  | Saab 96 Sport                | 6:10                         | 0.0                          |                              |
| 2.                           | Pat Moss-Carlsson            | Valerie Domleo-Morley        | Saab 96 Sport                | 6:11                         | +1                           |                              |
| 3.                           | Piero Frescobaldi            | Armeno Degli Innocenti       | Lancia Flavia Coupé          | 6:14                         | +4                           |                              |
| 4.                           | Velio Bartolini              | Walter Bartolini             | Alfa Romeo Giulietta TI      | 6:16                         | +6                           |                              |
| 5.                           | Leo Cella                    | Romano Ramoino               | Lancia Flavia 1800 Coupé     | 6:16                         | +6                           |                              |
| 6.                           | Ferdinando Frescobaldi       | Bruno Zavagli                | Lancia Flavia 1800 Coupé     | 6:17                         | +7                           |                              |
| 7.                           | Luigi Taramazzo              | Giancarlo Mamino             | Lancia Flavia 1800 Coupé     | 6:17                         | +7                           |                              |
| 8.                           | Arnaldo Cavallari            | Piero Bagnasacco             | Alfa Romeo Giulietta Super   | 6:17                         | +7                           |                              |
| 9.                           | Arnaldo Cavallari            | Piero Bagnasacco             | Alfa Romeo Giulietta Super   | 6:17                         | +7                           |                              |
| 10.                          | Luigi Cabella                | Carlo Ghislandi              | Alfa Romeo Giulietta Super   | 6:19                         | +9                           |                              |